# Oxira pseudorosaria
Oxira pseudorosaria là một loài bướm đêm trong họ Noctuidae.